# Ессам Шараф
Ессам Абдель-Азіз Шараф (араб. عصام عبد العزيز شرف, нар. 1952, Гіза, Єгипет) — єгипетський політик, призначений прем'єр-міністром Єгипту з 3 березня 2011 року, заступивши Ахмада Шафіка. До цього Шараф займав посаду міністра транспорту з 2004 по 2005 роки.
Шараф народився в єгипетському місті Гіза в 1952 році. Після отримання B.Sc. як інженер-будівельник в Каїрському університеті в 1975 році, він продовжив навчання в Університеті Пердью, де він отримав ступінь M.Sc. Engg в 1980 році та Ph.D. в 1984 році.

## Політична кар'єра
Шараф брав активну участь в революційних подіях в Єгипті 2011 року, що зробило його одним з лідерів демократичного руху та призвело до того, що він був запропонований Вищою радою збройних сил Єгипту як можливий заступник Шафіка. 3 березня 2011 року Вища рада Збройних сил Єгипту запропонувала Шарафу сформувати уряд, після того, як в цей день тодішній прем'єр-міністр Ахмад Шафік пішов у відставку. Наступного дня після свого призначення на посаду прем'єр-міністра, тобто 4 березня 2011 року, Шараф звернувся до продемократичних демонстрантів на площі Тахрір незадовго до п'ятничної молитви, що є доволі незвичайним кроком для єгипетського політика. У своїй промові до них, він підтвердив свою відданість демократичним перетворенням, але й попросив про терпіння.